# A Noite Americana
La nuit américaine (no Brasil e em Portugal, A Noite Americana) é um filme ítalo-francês de 1973 dirigido por François Truffaut.

## Sinopse
O filme mostra Ferrand, um cineasta, durante a produção de um filme chamado Je vous présente Pamela, seus imprevistos, atores com ego inflado, problemas de bastidores, e as soluções improvisadas para concluir o projeto a tempo, como por exemplo, furtar um vaso do hotel onde o elenco estava hospedado para compor o cenário da casa da personagem "Pamela".
Durante as filmagens de Je vous présente Pamela, Alphonse e Julie, os atores principais, têm um caso, mas ela não leva o caso adiante. Com ciúme, ele conta ao marido dela, que invade o set de gravação, enquanto o ator ameaça abandonar o projeto — e esse é só um dos problemas que Ferrand tem de enfrentar.

## Elenco principal
- Jacqueline Bisset .... Julie
- Jean-Pierre Léaud .... Alphonse
- François Truffaut .... Ferrand
- Valentina Cortese .... Séverine
- Jean-Pierre Aumont .... Alexandre
- Jean Champion .... Bertrand
- Nathalie Baye .... Joëlle

## Principais prêmios e indicações
Oscar 1974 (Estados Unidos)
- Venceu na categoria de melhor filme estrangeiro.

Oscar 1975 (Estados Unidos)
- Indicado na categoria de melhor atriz coadjuvante (Valentina Cortese), melhor diretor e melhor roteiro original.

BAFTA 1974 (Reino Unido)
- Venceu nas categorias de melhor direção, melhor filme e melhor atriz coadjuvante (Valentina Cortese).

Globo de Ouro 1974 (Estados Unidos)
- Indicado nas categorias de melhor filme estrangeiro e melhor atriz coadjuvante (Valentina Cortese).

Prêmio NYFCC 1974 (Estados Unidos)
- Venceu nas categorias de melhor diretor, melhor filme e melhor atriz coadjuvante (Valentina Cortese).